# Сумароков Олександр Петрович

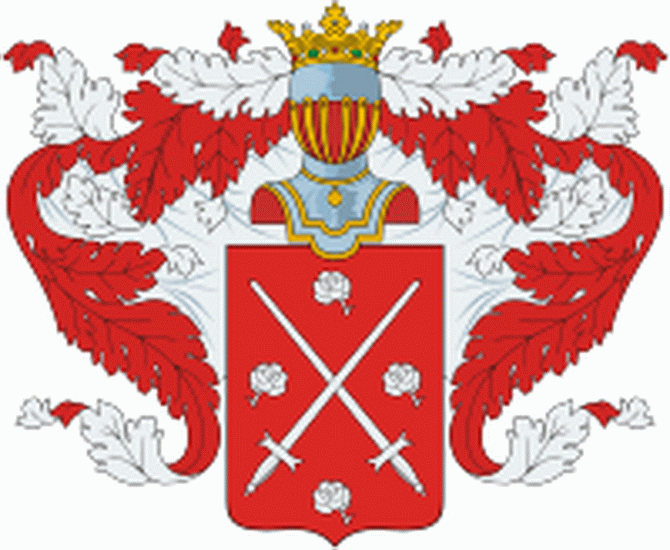
Герб роду Сумарокових.

Олекса́ндр Петро́вич Сумаро́ков (рос. Александр Петрович Сумароков, * 25 листопада 1717, Москва — † 12 жовтня 1777, там само) — один із найбільших представників російської літератури XVIII століття, творець репертуару першого російського театру. Тесть Якова Княжніна, дядько Павла Сумарокова.

## Біографічні дані
Олександр Сумароков походив із старовинного дворянського роду, корені якого сягають Швеції та Литви. Народився в сім'ї прапорщика Петра Сумарокова в Москві, в будинку № 6 у Вознесенському провулку. Початкову освіту здобув удома.
Вступивши до Сухопутного шляхетського корпусу, він почав провадити літературну діяльність. Зокрема, перекладав віршами псалми, писав від імені кадетів «вітальні оди» імператриці Анні Іванівні, пісні — за зразком французьких поетів та Василя Тредіаковського (Тредьяковского). Закінчив корпус у 1740 році й пішов служити у військово-похідній канцелярії графа Бургарда Крістофа Мініха, а тоді ад'ютантом. Спершу у графа Головкіна, а коли імператрицею стала Єлизавета Петрівна, — у графа Олексія Розумовського. Обіймав цю посаду упродовж десяти років
Олександр Сумароков здобув популярність завдяки надрукованій 1747 року й поставленій при імператорському дворі його першій трагедії «Хорев». П'єси Сумарокова інсценізувала при дворі виписана з Ярославля трупа Федора Волкова. Коли ж у 1756 році був заснований постійний театр, Сумарокова призначили його директором. Він довго залишався головним «постачальником» репертуару, за що його по праву називають «батьком російського театру». Після «Хорева» написано вісім трагедій, дванадцять комедій і три оперних лібрето. Сумароков також автор близько 400 байок і понад 130 пісень.
Паралельно Сумароков, який працював дуже плідно, розвивався в інших жанрах літератури. У 1755–1758 роках він був активним співробітником академічного журналу «Ежемесячные сочинения», 1759 року видавав власний журнал сатирико-повчального відтінку «Трудолюбивая пчела» (перший приватний журнал у Росії), у якому публікував, зокрема, російські переклади Горація, Вольтера і Свіфта. У 1762–1769 роках виходили збірки його байок, з 1769 по 1774 рік — ряд збірок його віршів.
Незважаючи на близькість до двору, заступництво вельмож і похвали шанувальників, Сумароков почувався не оціненим по заслугах і постійно нарікав на брак уваги, причіпки цензури та неуцтво публіки. Потрапив у немилість імператриці Катерини Другої. 1761 року він втратив керування театром, а в 1769-му переселився до Москви. Тут, забутий покровителями та розорений, потерпаючи від алкоголізму, він помер. Похований на Донському кладовищі в Москві. Іменем Сумарокова названо вулицю в Горлівці.

## Творчість

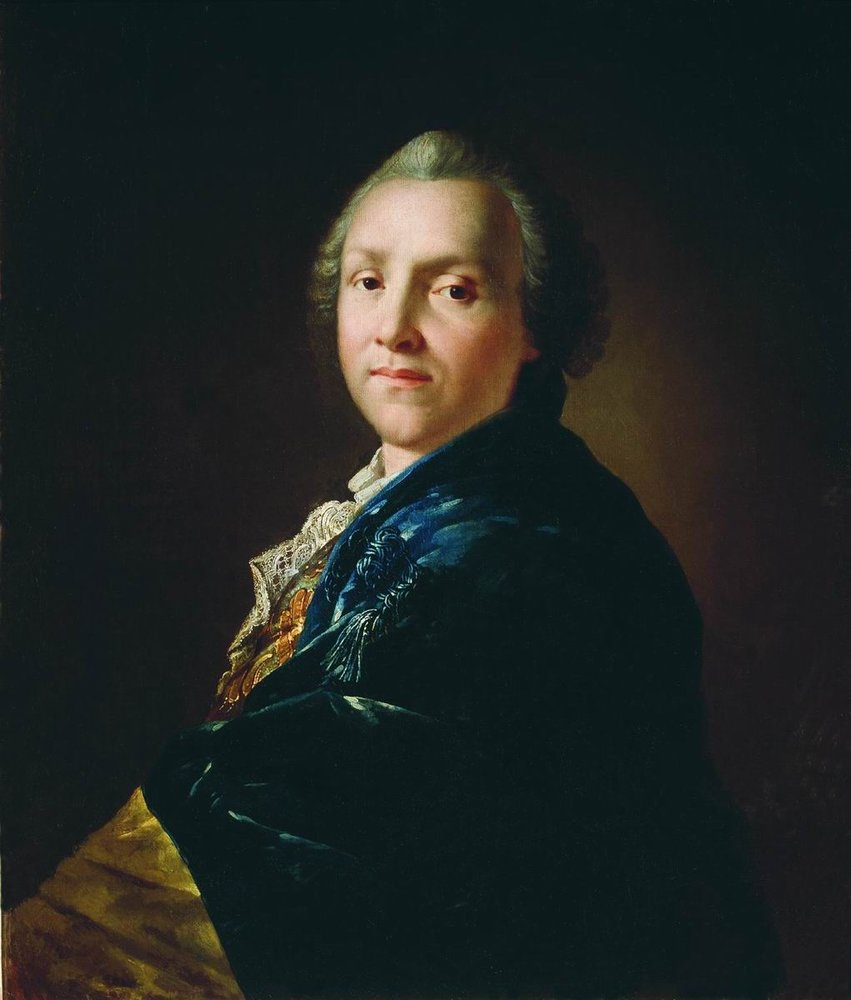
Портрет Олександра Сумарокова. Робота Антона Лосенка.

Творчість Сумарокова розвивається за зразком французького класицизму, XVII — початку XVIII століття. Сучасники не раз проголошували Сумарокова «наперсником Буало», «північним Расіном», «Мольєром» і «російським Лафонтеном».
Літературна діяльність Сумарокова відзначається різноманітністю форми. Автор випробував усі жанри: оди (урочисті, духовні, філософські, анакреонтичні), епістоли (послання), сатири, елегії, пісні, епіграми, мадригали, епітафії. У своїй віршованій техніці він використовував всі наявні на той час розміри, експериментував у римуванні, застосовував різноманітні строфічні побудови.
Однак класицизм Сумарокова різниться, наприклад, від класицизму його старшого сучасника Михайла Ломоносова. Сумароков «знижує» класичну поетику. «Зниження» виражається у виборі менш «високої» тематики, у застосуванні поетичних мотивів особистого, інтимного порядку, у відданні переваги «середнім» та «низьким» стилям перед «високими». У такому ключі написано багато творів Сумарокова. Обстоюючи ясність поетичної мови, 1774 року він опублікував дидактично-теоретичну поему «Повчання для охочих стати письменниками» («Наставление хотящим быть писателями»), у якій виклав свої постулати поетики. Основою поеми стали дві епістоли, які автор написав ще в 1747 році.
Перед сатирою він ставив дидактичне завдання — «глузуванням виправляти норов, смішити та використовувати безпосередній її статут». Автор висміював пусте станове чванство («не в титлі, а в дії треба бути дворянином»), застерігав від зловживання поміщицькою владою (особливо виразно це видно в «Хорі до зрадливого світу» (Хор к превратному свету), де синиця розповідає, що «за морем людьми не торгують, сіл на карту не ставлять, з селян шкіри не здирають»).
Сумароков — один із зачинателів російської пародії. Він написав цикл «Нісенітні оди», у якому висміював «шалений» одичний стиль Ломоносова. 400 байок. Був автор лібрето першої опери, написаної російською мовою, рос. Цефал и Прокрис (автор музики — італійський композитор Франческо Арая). Поставили цей твір 1755 року в Петербурзі. 1758 року Сумароков також написав лібрето до опери Альцеста на музику німецького композитора Германна Раупаха (1728–1778), що так само, як Арая, служив при царському дворі.

## Сім'я
Олександр Сумароков був тричі одружений і мав чотирьох дітей.
1. Перша дружина з 1746 року Йоганна Христина Балк (1723-1769), камер-юнгфера імператриці Катерини II.
  - Катерина Олександрівна Княжніна (1746-1797), одна з перших російських письменниць. Друкувала свої вірші в видавався її батьком журналі «Трудолюбивая пчела». Близько 1768 року вийшла заміж за поета та драматурга Якова Княжніна. Їхні сини — Олександр та Борис.
  - Парасковія Олександрівна (1754–1800), з 1779 року одружена з графом Антоном Петровичем Головіним (1742–1802).
2. Друга дружина з 1770 року Віра Прохорівна NN (1743–1777), селянка-кріпачка.
  - Павло Олександрович (1771 — ?)
  - Наталя Олександрівна
3. Третя дружина з 1777 року Катерина Прокопівна (1750 — ?), селянка-кріпачка.

## Окремі твори

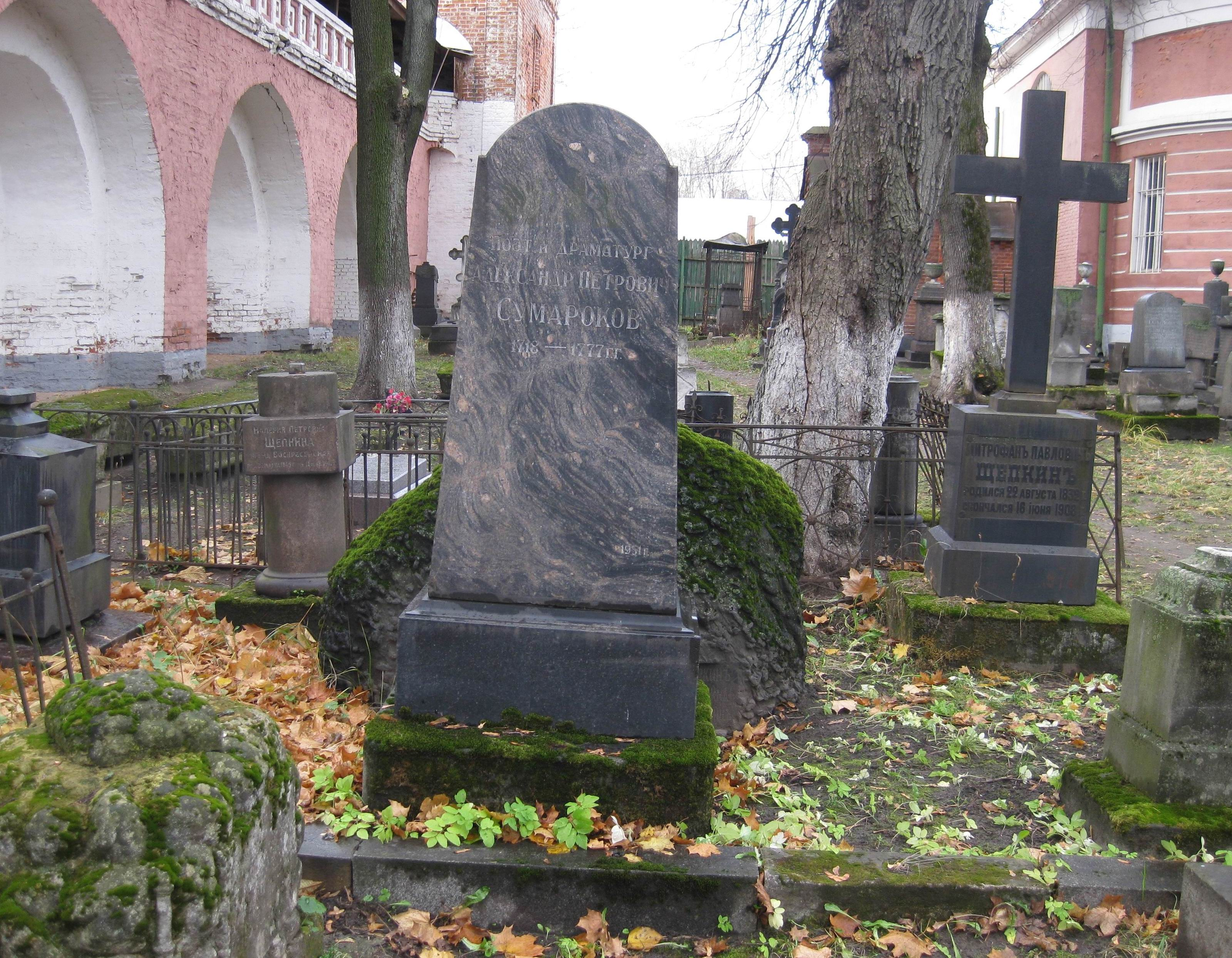
Нагробок на могилі Олександра Сумарокова. Москва, Донське кладовище.

### Трагедії
- Хорев (1747)
- Гамлет (1747). Переробка твору Шекспіра
- Синав и Трувор (1750)
- Семира (1751)
- Ярополк и Димиза (1758)
- Артистона (1759)
- Вышеслав (1768)
- Димитрий Самозванец (1771)
- Мстислав (1774)

### Комедії
- Тресотинус (1750)
- Чудовищи (1750)
- Ссора у мужа с женой (1750)
- Опекун (1765)
- Приданое обманом (1769)
- Вздорщица (1770)
- Рогоносец по воображению (1772)
- Лихоимец (1787)
- Три брата-совместники (1787)
- Ядовитый (1787)
- Нарцисс (1787)
- Мать, совместница дочери (1787)
- Пустая ссора (1787)